# Sittin' Pretty
Sittin' Pretty est un film muet américain réalisé par Leo McCarey et sorti en 1924.

## Synopsis
Jimmy Jump se fait voler sa voiture et afin d'arrêter le voleur, se déguise en policier pour mener sa propre enquête. Cela ne va pas sans créer de nouveaux problèmes....

## Fiche technique
- Réalisation : Leo McCarey
- Chef-opérateur : Len Powers
- Production : Hal Roach
- Durée : 14 minutes
- Genre: comédie
- Date de sortie :
  - États-Unis : 28 septembre 1924

## Distribution
- Charley Chase : Jimmy Jump
- Beth Darlington : son amie
- Helen Gilmore
- Robert Page
- James Parrott
- Leo Willis